# Tylos sardous
Tylos sardous är en kräftdjursart som beskrevs av Arcangeli 1938. Tylos sardous ingår i släktet Tylos och familjen Tylidae. Inga underarter finns listade i Catalogue of Life.